# Egira rubricoides
Egira rubricoides là một loài bướm đêm trong họ Noctuidae.